# Žeravice (district de Hodonín)
Pour les articles homonymes, voir Žeravice.
Žeravice (en allemand : Scherawitz) est une commune du district de Hodonín, dans la région de Moravie-du-Sud, en République tchèque. Sa population s'élevait à 1 022 habitants en 2020.

## Géographie
Žeravice se trouve à 9 km à l'est-nord-est de Kyjov, à 21 km au nord-nord-est de Hodonín, à 50 km à l'est-sud-est de Brno et à 234 km à l'est-sud-est de Prague.
La commune est limitée par Osvětimany au nord, par Hostějov et Syrovín à l'est, par Těmice et Vracov au sud, et par Ježov à l'ouest.

## Histoire
La première mention écrite de la localité date de 1235.

## Personnalité
- František Pivoda (1824-1898), compositeur, y est né.